# Keith Davy Froome
Keith Davy Froome (* 11. Februar 1921 in Istanbul; † 24. Oktober 1995) war ein englischer Physiker.
In den 1940er und 50er Jahren war es zwar möglich, die Wellenlänge (λ) des Lichts zu messen, aber es gab keine präzise Methode, die Frequenz ({\displaystyle \nu }) zu bestimmen.
Im späten 19. Jahrhundert ermöglichten Radio- und Mikrowellen eine neue Herangehensweise zur Messung der Lichtgeschwindigkeit. 1888, mehr als 200 Jahre nach Rømer konnte der Deutsche Physiker Heinrich Hertz die Geschwindigkeit der Radiowellen messen. Hertz kam auf einen Wert nahe bei 300.000 km pro Sekunde und bestätigte damit James Clerk Maxwell’s Theorie, dass Radiowellen und Licht zwei Formen der gleichen Elektromagnetischen Strahlung seien. Eine weitere Bestätigung konnten Froome und Louis Essen zwischen 1940 und 1950 liefern, indem sie Mikrowellen, beziehungsweise Radiowellen zur Messung einsetzten.

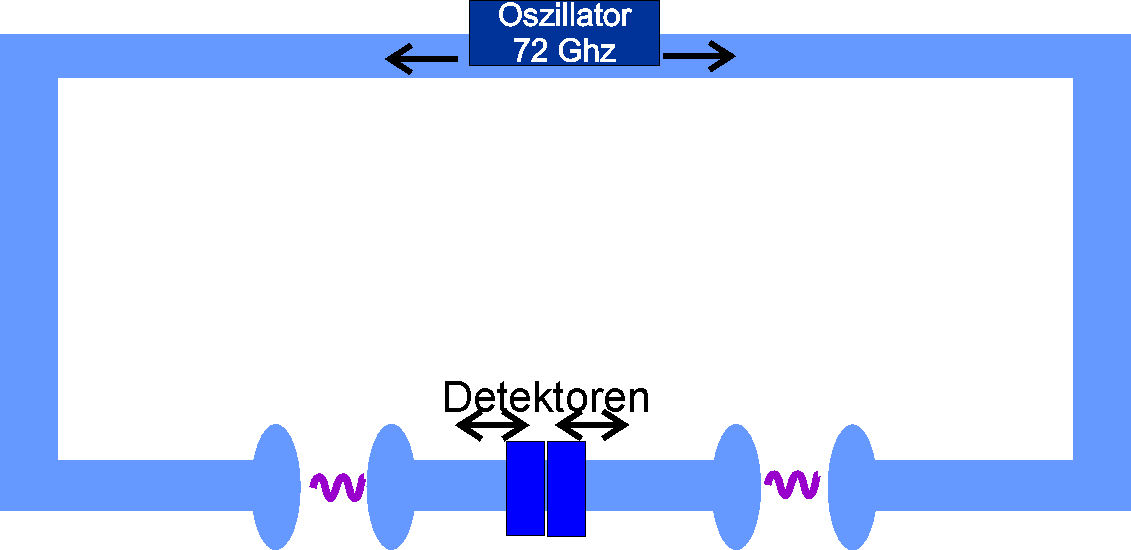
Interferometer nach Froome

Froome erzeugte eine elektromagnetische Welle mit 72 GHz und sendete sie durch sein Interferometer. Die Mikrowellen wurden in zwei Strahlen aufgeteilt und durch zwei identische Metallrohre zu zwei Detektoren auf einen freibewegbaren Wagen geleitet. Die Änderung der Position des Wagens änderte auch die Pfadlänge der zwei Strahlen und verursachte somit Interferenzerscheinungen in den Detektoren. Daraus konnte er eine Wellenlänge von circa 0,4 cm ableiten und errechnete daraus die Lichtgeschwindigkeit mit einem Wert von 299.792,5 ± 0,3 km/s. Froome veröffentlichte seine Ergebnisse 1958.
In den späten 1960er-Jahren übernahmen Laser die Erzeugung hoch definierter Frequenzen und Wellenlängen.
1961 erhielt Froome den Wolfe-Award, 1963 den Moseley-Preis; 1967 wurde er mit der Duddell-Medaille des Institute of Physics London ausgezeichnet.

## Schriften
- K. D. Froome: The cathode mechanism of the vacuum arc with special reference to the condenser arc and mercury arc. Thesis (D.I.C.) - Department of Physics, Imperial College, London 1947
- K. D. Froome: Current densities of free-moving cathode spots on mercury. In: Brit. J. Appl. Phys. 4, 1953, S. 91–92
- K. D. Froome: An 8-Volt cold-cathode mercury arc emitting microwaves. In: Nature 179, 1957, S. 267–268
- K. D. Froome und L. Essen: The velocity of light and radio waves. Academic Press, London 1969, ISBN 0-12-242850-1